# Campethera
Campethera es un género de aves piciformes perteneciente a la familia Picidae, cuyos miembros habitan en África.

## Especies
El género contiene 12 especies:
- Campethera abingoni - pito colidorado;
- Campethera bennettii - pito de Bennett;
- Campethera cailliautii - pito de Cailliaud;
- Campethera caroli - pito orejipardo;
- Campethera maculosa - pito de Guinea;
- Campethera mombassica - pito de Mombasa;
- Campethera nivosa - pito nevado;
- Campethera notata - pito de Knysna;
- Campethera nubica - pito de Nubia;
- Campethera punctuligera - pito salpicado;
- Campethera scriptoricauda - pito de Tanzania;
- Campethera tullbergi - pito de Tullberg.